# Národní archiv (Francie)
Francouzský národní archiv (francouzsky Archives nationales) je archiv ve Francii, který uchovává písemnosti ústředních státních orgánů s výjimkou ministerstva obrany a ministerstva zahraničních věcí, které mají vlastní archivy. Dokumenty decentralizovaných orgánů státu jsou uloženy v departementálních archivech. Národní archiv je řízen ministerstvem kultury. Od 1. ledna 2007 sídlí archiv ve třech městech (Paříž, Fontainebleau a budoucí místo Pierrefitte-sur-Seine). Některé fondy národních celků jsou uchovávány ve dvou dalších archivech – v Národním zámořském archivu (Archives nationales d'outre-mer) v Aix-en-Provence (archiv kolonií) a v Národním archivu světa práce (Archives nationales du monde du travail) v Roubaix (archivy soukromých firem a společností).

## Organizace Národního archivu
Národní archiv spadá pod vedení generálního ředitelství národního dědictví ministerstva kultury. Od 1. ledna 2007 je ředitelkou Národního archivu Isabelle Neuschwander.

### Sídlo v Paříži
Centrála archivu se nachází v historické čtvrti Marais, kde sídlí od roku 1808 v komplexu paláců kolem Hôtel de Soubise. Archiv se postupně rozšířil do sousedních budov, zejména v roce 1927 do paláce Hôtel de Rohan. V Paříži se uchovávají fondy ústředních orgánů státu před rokem 1958 a záznamy pařížských notářů. V roce 2013 po dokončení sídla v Pierrefitte-sur-Seine budou v Paříži uloženy jen písemnosti starého režimu (francouzského království) a zápisy notářů v Paříži.

### Sídlo ve Fontainebleau
Od roku 1969 jsou ve Fontainebleau ukládány materiály vzniklé většinou po roce 1958.

### Budoucí sídlo v Pierrefitte-sur-Seine
O vybudování nového centra národního archivu v Pierrefitte-sur-Seine bylo rozhodnuto v roce 2004. Zde budou uloženy fondy vzniklé po Velké francouzské revoluce a bude sem proto převezeno téměř 40 kilometrů písemností z Paříže a 120 kilometrů z Fontainebleau. Základní kámen byl položen 11. září 2009.